# Bruno Armirail
Bruno Armirail   (Banhèras de Bigòrra, 11 d'abril de 1994) és un ciclista francès. Professional des del 2015, actualment corre a l'equip Decathlon–AG2R La Mondiale Team. En el seu palmarès destaca el Campionat de França de contrarellotge del 2022.

## Palmarès
- 2014
  -  Campió de França sub-23 de contrarellotge
  - Vencedor d'una etapa al Circuit del Mené
- 2017
  - 1r al Trofeu des Bastides
  - 1r al Gran Premi de Saint-Étienne Loire
- 2022
  -  Campió de França de contrarellotge
- 2023
  - Vencedor d'una etapa al Tour de Poitou-Charentes
- 2024
  -  Campió de França de contrarellotge
- 2025
  -  Campió de França de contrarellotge

### Resultats a la Volta a Espanya
- 2019. 91è de la classificació general
- 2020. 28è de la classificació general
- 2022. No surt (18a etapa)
- 2024. 69è de la classificació general

### Resultats al Tour de França
- 2021. 83è de la classificació general

### Resultats al Giro d'Itàlia
- 2023. 16è de la classificació general